# Hoofdklasse (Schach) 1970/71
In der Hoofdklasse 1970/71 wurde die 48. niederländische Mannschaftsmeisterschaft im Schach ausgespielt.
Der Aufsteiger Utrecht und Rotterdam lieferten sich ein Kopf-an-Kopf-Rennen um den Titel. Vor der letzten Runde lag Rotterdam in Führung, durch einen knappen Sieg im direkten Vergleich gewann Utrecht die Meisterschaft.
Aus der Klasse 1 war neben Utrecht die Leidsch Schaakgenootschap aufgestiegen, die direkt wieder absteigen musste. Da die Klasse zur kommenden Saison auf zehn Mannschaften aufgestockt wurde, stieg diesmal nur der Tabellenletzte ab.
Zu den Mannschaftskadern siehe Mannschaftskader der Hoofdklasse (Schach) 1970/71.

## Abschlusstabelle
| Pl. | Verein                        | Sp | G | U | V | MP   | Brett-P.  |
| --- | ----------------------------- | -- | - | - | - | ---- | --------- |
| 01. | Utrecht (N)                   | 7  | 5 | 1 | 1 | 11:3 | 38,5:31,5 |
| 02. | Rotterdam                     | 7  | 4 | 2 | 1 | 10:4 | 42,0:28,0 |
| 03. | Haagse Moerwijk               | 7  | 3 | 3 | 1 | 9:5  | 34,5:35,5 |
| 04. | Watergraafsmeer (M)           | 7  | 4 | 0 | 3 | 8:6  | 40,5:29,5 |
| 05. | VAS/ASC                       | 7  | 4 | 0 | 3 | 8:6  | 34,5:35,5 |
| 06. | Philidor Leeuwarden           | 7  | 1 | 3 | 3 | 5:9  | 33,5:36,5 |
| 07. | Philidor Leiden               | 7  | 2 | 0 | 5 | 4:10 | 31,0:39,0 |
| 08. | Leidsch Schaakgenootschap (N) | 7  | 0 | 1 | 6 | 1:13 | 25,5:44,5 |

### Entscheidungen
|     | Niederländischer Mannschaftsmeister: Utrecht         |
|     | Absteiger in die Klasse 1: Leidsch Schaakgenootschap |
| (M) | Meister der letzten Saison                           |
| (N) | Aufsteiger der letzten Saison                        |

### Kreuztabelle
| Ergebnisse | Ergebnisse                | 01. | 02. | 03. | 04. | 05. | 06. | 07. | 08. |
| ---------- | ------------------------- | --- | --- | --- | --- | --- | --- | --- | --- |
| 01.        | Utrecht                   |     | 5½  | 5   | 4½  | 5½  | 6   | 5½  | 6½  |
| 02.        | Rotterdam                 | 4½  |     | 5   | 5½  | 7   | 5   | 6   | 9   |
| 03.        | Haagse Moerwijk           | 5   | 5   |     | 5½  | 3   | 5   | 5½  | 5½  |
| 04.        | Watergraafsmeer           | 5½  | 4½  | 4½  |     | 7   | 7½  | 4½  | 7   |
| 05.        | VAS/ASC                   | 4½  | 3   | 7   | 3   |     | 5½  | 6   | 5½  |
| 06.        | Philidor Leeuwarden       | 4   | 5   | 5   | 2½  | 4½  |     | 7½  | 5   |
| 07.        | Philidor Leiden           | 4½  | 4   | 4½  | 5½  | 4   | 2½  |     | 6   |
| 08.        | Leidsch Schaakgenootschap | 3½  | 1   | 4½  | 3   | 4½  | 5   | 4   |     |

## Die Meistermannschaft
| 1.            | Utrecht |
| Schachfiguren | Lodewijk Prins, Arend van Oosten, Gerard Verholt, Maarten Etmans, Bert Kieboom, Hans Duistermaat, Eduard Spanjaard, van Kleef, Jan van de Pol, Knipscheer, Jacob Perrenet, Rob de Haan. |